# Stop dell'Idaho
     Nessuna legge specifica/non legale
     Segnale di "Stop" trattato come "dare la precedenza"
     Segnale di "Stop" trattato come "dare la precedenza" e semaforo rosso trattato come "Stop"

Applicazione dello "Stop dell'Idaho" negli Stati Uniti nel maggio 2023:
Nessuna legge specifica/non legale
Segnale di "Stop" trattato come "dare la precedenza"
Segnale di "Stop" trattato come "dare la precedenza" e semaforo rosso trattato come "Stop"

Lo stop dell'Idaho è il nome con il quale è comunemente nota una legge che consente ai ciclisti di trattare un semaforo rosso come segnale di stop ed un segnale di stop come segnale di dare precedenza. È diventato legge per la prima volta nel 1982 nello stato dell'Idaho (da cui il nome).
I sostenitori dello stop dell'Idaho affermano che la normativa precedente criminalizzava il normale comportamento dei ciclisti e che lo stop dell'Idaho abbia reso lo spostarsi in bicicletta più semplice e sicuro.

## Storia
La legge è stata introdotta come Idaho HB 541 durante una revisione completa del Codice della strada dell'Idaho nel 1982. In quel tempo, i reati minori erano reati penali e c'era la necessità di declassare molti di questi a reati civili. Carl Bianchi, allora direttore amministrativo dei tribunali dell'Idaho, colse l'opportunità di modernizzare il codice della strada in materia di biciclette nell'ambito della più ampia revisione del codice della strada. Tra le altre cose, il progetto conteneva anche una disposizione che consentiva ai ciclisti di trattare un segnale di stop come un segnale di dare precedenza. Il nuovo codice venne approvato nel 1982, nonostante le obiezioni di alcuni ciclisti e di agenti delle forze dell'ordine. La legge venne modificata nel 2006 per specificare che i ciclisti devono fermarsi a semafori rossi e dare precedenza prima di procedere dritto attraverso l'incrocio e prima di svoltare a sinistra in corrispondenza di un incrocio. In seguito lo stop dell'Idaho, o altre sue varianti, venne adottato anche in Delaware, Arkansas e Oregon.
All'infuori degli Stati Uniti d'America, una norma analoga è stata approvata a Parigi nel 2012.